# Provinciale weg 267
De provinciale weg 267 (N267) is een provinciale weg in de provincie Noord-Brabant. De weg vormt een verbinding tussen de A59 nabij Drunen en de N322 ter hoogte van Giessen. Nabij Wijk en Aalburg sluit de weg aan op de N283 richting Hank en de N831 richting Hedel.
De weg is uitgevoerd als tweestrooks gebiedsontsluitingsweg met een maximumsnelheid van 80 km/h. In de gemeente Heusden heet de weg Provincialeweg. In de gemeente Altena heet de weg Provincialeweg-Oost.
De weg is korter dan oorspronkelijk bedoeld was. De viaducten bij het voormalig themapark Het Land van Ooit getuigen hier nog van. Na jaren min of meer ongebruikt te zijn, zijn deze viaducten vanaf september 2013 in gebruik als onderdeel van het "Ei van Drunen", afrit 41 van de A59 is sindsdien opgeheven.
Bij Heusden is er ook de brug bij Heusden te vinden over de Bergsche Maas in de richting van Wijk en Aalburg.

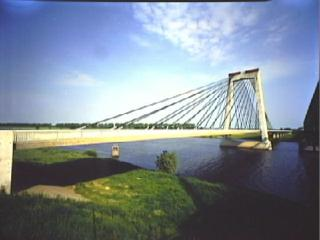
Brug bij Heusden Bron:Beeldbank V&W
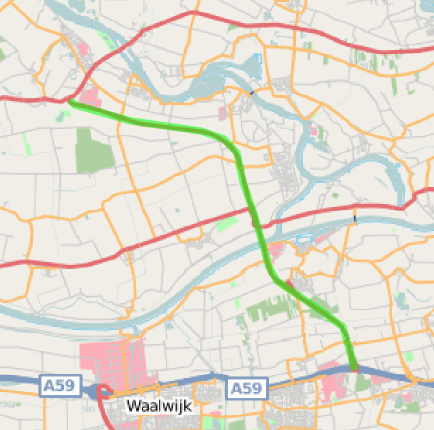
Detailkaart traject
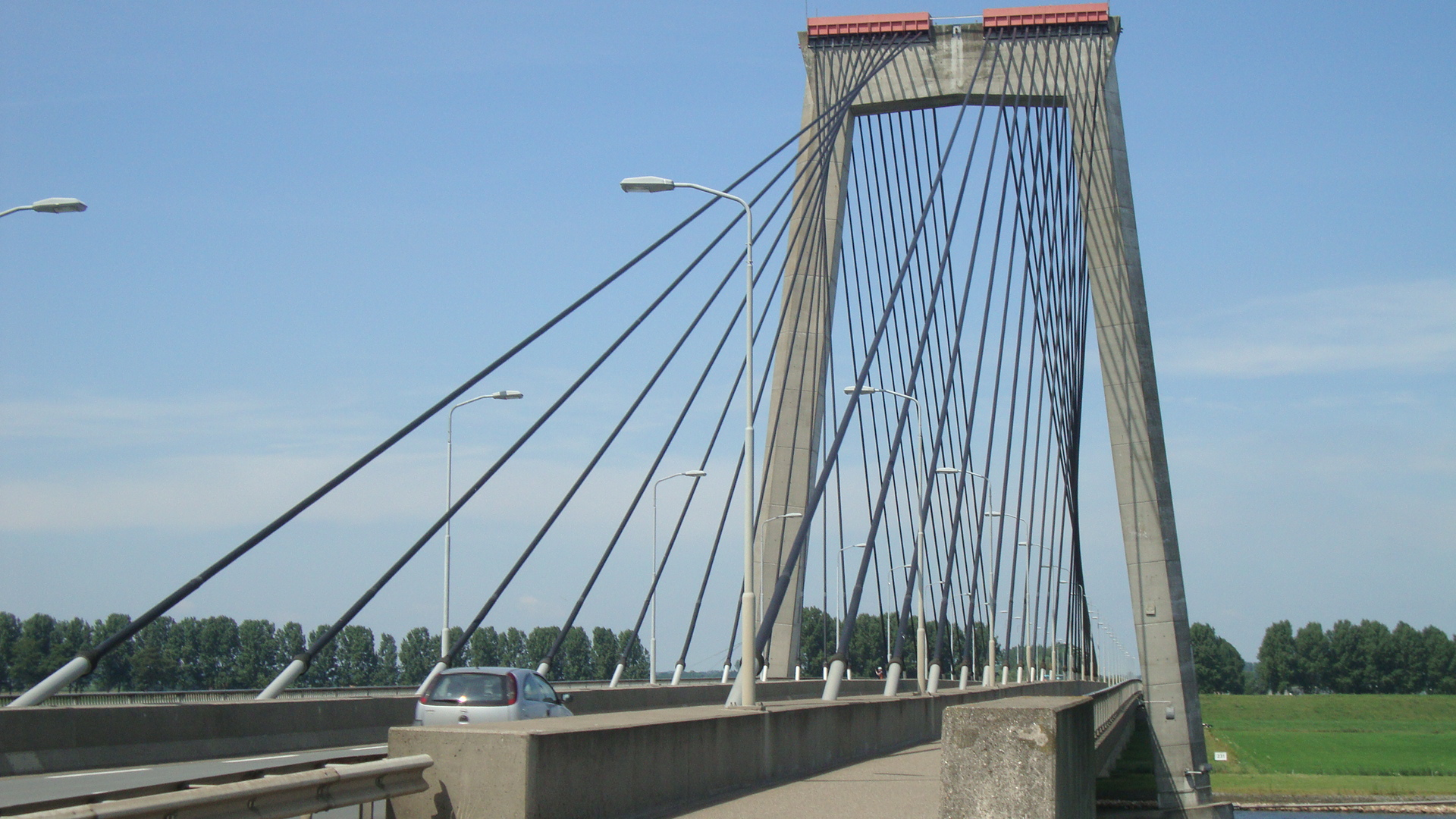
Brug bij Heusden